# SN 2008dk
SN 2008dk – supernowa typu Ia odkryta 7 maja 2008 roku w galaktyce A145613+1851. W momencie odkrycia miała maksymalną jasność 19,60m.